# Leucodontella brachypus
Leucodontella brachypus là một loài Rêu trong họ Leucodontaceae. Loài này được (Brid.) Nog. mô tả khoa học đầu tiên năm 1947.